# Bad Boy (film 2020)
Bad Boy – polski film sensacyjny z 2020 roku w reżyserii Patryka Vegi. Zagrali w nim m.in. reprezentanci Polski w piłce nożnej Kamil Grosicki oraz Sławomir Peszko. Premiera na świecie miała miejsce 18 lutego 2020., a w Polsce 20 lutego 2020. Dystrybucji podjęło się Kino Świat. Powstał także 4-odcinkowy miniserial o tym samym tytule, stworzony dla telewizji Polsat i tamże emitowany od 17 do 24 października 2020 roku w soboty o godz. 20:00 i 21:00.

## Fabuła
Film opowiada historię dwóch braci. Piotr jest policjantem a Paweł członkiem gangu. Pokazuje nieprawidłowości w polskich klubach piłkarskich.

## Obsada
- Antoni Królikowski jako Paweł[1]
- Maciej Stuhr jako Piotr
- Katarzyna Zawadzka jako Ola Fogiel
- Andrzej Grabowski jako Adam
- Małgorzata Kożuchowska jako Prokurator Anna Dąbrowska
- Piotr Stramowski jako „Twardy”
- Zbigniew Zamachowski jako Prezes Bogdański
- Krystian Hołdak jako „Ajgor”
- Adrian Kłos jako „Kozak”
- Zbigniew Kozłowski jako Prezes Towarzystwa
- Robert Szewczyk jako „Smutny”
- Michał Wołczyk jako „Biedrona”
- Patryk Kijewski-Bernadowski jako Marcinek na wózku
- Sławomir Peszko
- Kamil Grosicki
- Tomasz Wąsowski jako chłopak na siłowni
- Andrzej Wejngold jako członek zarządu
- Mirosław Węcławek jako lekarz
- Rafał Wichłacz jako sędzia
- Klaudiusz Wisiński jako Heniek
- Michał Włodarczyk jako „Karp”
- Radzisław Woliński jako psychiatra
- Ludmiła Wojdak jako dziewczyna
- Filip Zalega jako Paweł w wieku 12 lat
- Radosław Zalewski jako listonosz
- Daniel Roman jako „Plemnik”
- Robert Rosłonek jako oprych
- Mirosław Rzońca jako Pan Waldemar
- Rafał Sadowski jako komendant
- Wojciech Sikorski jako barman
- Maciej Skuratowicz jako funkcjonariusz FBI
- Marcin Słabolepszy jako policjant
- Karol Stępkowski jako dziadek
- Dominik Szarwacki jako konduktor
- Patrycja Tylenda jako policjantka Jola
- Filip Wałcerz jako ortopeda
- Piotr Mocarski jako konduktor
- Wiesław Mołdawa jako sędzia
- Filip Moroz jako policjant
- Sandra Mossakowska jako sekretarka Bogdańskiego
- Jolanta Niedźwiedzka jako Justyna
- Katarzyna Nowak jako Grażyna
- Sylwia Nowak jako „Roxi”
- Fabian Nowicki jako diler
- Annie Ostrowska jako dziewczyna na siłowni
- Łukasz Pawlak jako „Czopek”
- Rafał Pawłowski jako policjant
- Sebastian Przybylski jako bramkarz
- Kordian Rekowski jako Darek
- Ryszard Kakietek jako Piotr w wieku 14 lat
- Anna Kędziora jako lekarka
- Alex Kłoś jako „Misiek”
- Marta Kobylińska jako pielęgniarka
- Maciej Kozicki jako Klawisz
- Paula Kwietniewska jako pielęgniarka
- Weronika Lesiak jako recepcjonistka na siłowni
- Piotr Lipko jako Komendant Waldek
- Robert Łukasiewicz jako parkieciarz
- Hubert Maj jako trener
- Agnieszka Makowska jako pielęgniarka
- Dawid Masłowski jako facet w dresie
- Kamila Matyszczak jako żona Gąski
- Piotr Miedzianowski jako biskup
- Agnieszka Cesarczyk jako księgowa
- Krzysztof Chawrona jako ochroniarz na stadionie
- Damian Hanzel jako zawodnik Gąska
- Sara Gramowska jako dziennikarka
- Patryk Czerniejewski jako zawodnik Szostakiewicz
- Radosław Garncarek jako policjant Grzegorz
- Mariusz Binduła jako asystent trenera
- Adam Nalewajk jako chuligan Unii Warszawa

## Twórcy
- Reżyser: Patryk Vega[1]
- Scenariusz: Olaf Olszewski, Patryk Vega
- Zdjęcia: Norbert Modrzejewski
- Muzyka: Łukasz Targosz
- Montaż: Tomasz Widarski
- Scenografia: Gwidon Busiło
- Kostiumy: Małgorzata Bednarek-Chumakou
- Produkcja: Patryk Vega (producent), Artur Zgadzaj (kierownik produkcji)

## Miniserial
Równolegle z filmem powstał czteroodcinkowy miniserial. Premiera serialu odbyła się 22 sierpnia 2020 w serwisie Ipla, oraz 17 oraz 24 października 2020 w telewizji Polsat.

## Spis odcinków
| Premiera odcinka                        | Nr | Tytuł                           |
| --------------------------------------- | -- | ------------------------------- |
|                                         |    |                                 |
| Seria pierwsza                          |    |                                 |
|                                         |    |                                 |
| 22.08.2020 (Ipla) / 17.10.2020 (Polsat) | 01 | Wychowani w duchu walki         |
|                                         |    |                                 |
| 22.08.2020 (Ipla) / 17.10.2020 (Polsat) | 02 | Nieczysta walka o przywództwo   |
|                                         |    |                                 |
| 22.08.2020 (Ipla) / 24.10.2020 (Polsat) | 03 | Niepohamowane pragnienie władzy |
|                                         |    |                                 |
| 22.08.2020 (Ipla) / 24.10.2020 (Polsat) | 04 | Decydujące starcie na szczycie  |

## Krytyka
Film spotkał się na ogół z negatywnymi opiniami krytyków. Główne zarzuty dotyczyły fatalnej realizacji scen meczowych, montażu i reżyserii oraz scenariusza. Na polskim portalu Filmweb zdobył 14 procent pozytywnych recenzji (średnia krytyków wyniosła 3,1/10, a średnia użytkowników 4,3/10).
W serwisie Mediakrytyk.pl, agregującym recenzje polskich krytyków, film uzyskał średnią ocenę 4,0/10. W recenzji dla serwisu Kalejdoskop Wrocław Maja Jankowska uznała, że „językowo i wizualnie Bad Boy nie kaleczy zmysłów tak, jak bywało to w przeszłości (w przypadku innych produkcji Vegi – przyp.), jednak wciąż nie można powiedzieć, aby to był dobry film”. Albert Nowicki (We’ll Always Have the Movies) pisał: „Vega nie dojrzał jako filmowiec, nie dojrzał w nim fabularzysta, narrator, artysta. Bad Boy to twór absolutnie oczywisty, podążający ścieżką wytartą przez kilkanaście innych produkcji z katalogu reżysera. Kręcony pod roboczym tytułem Napastnik, równie dobrze mógłby nosić nazwę Patryk Vega prezentuje: romantyzacja, kurwa, kibolstwa. Miało powstać kino o polskich patologiach, a wyszło z tego polskie pato-kino.”